# Grand Prix Formule 1 van de Verenigde Staten Oost 1986
De Grand Prix Formule 1 van de Verenigde Staten Oost 1986 werd gehouden op 22 juni 1986 in Detroit.

## Uitslag
| Positie | Nr | Rijder             | Team                   | Ronden | Tijd/Opgave         | Startplaats | Punten |
| ------- | -- | ------------------ | ---------------------- | ------ | ------------------- | ----------- | ------ |
| 1       | 12 | Ayrton Senna       | Lotus-Renault          | 63     | 1:51:12.847         | 1           | 9      |
| 2       | 26 | Jacques Laffite    | Ligier-Renault         | 63     | + 31.017            | 6           | 6      |
| 3       | 1  | Alain Prost        | McLaren-TAG            | 63     | + 31.824            | 7           | 4      |
| 4       | 27 | Michele Alboreto   | Ferrari                | 63     | + 1:30.936          | 11          | 3      |
| 5       | 5  | Nigel Mansell      | Williams-Honda         | 62     | + 1 Ronde           | 2           | 2      |
| 6       | 7  | Riccardo Patrese   | Brabham-BMW            | 62     | + 1 Ronde           | 8           | 1      |
| 7       | 11 | Johnny Dumfries    | Lotus-Renault          | 61     | + 2 Rondes          | 14          |        |
| 8       | 14 | Jonathan Palmer    | Zakspeed               | 61     | + 2 Rondes          | 20          |        |
| 9       | 4  | Philippe Streiff   | Tyrrell-Renault        | 61     | + 2 Rondes          | 18          |        |
| 10      | 8  | Derek Warwick      | Brabham-BMW            | 60     | + 3 Rondes          | 15          |        |
| NF      | 17 | Christian Danner   | Arrows-BMW             | 51     | Elektrisch probleem | 19          |        |
| NF      | 25 | René Arnoux        | Ligier-Renault         | 46     | Ongeluk             | 4           |        |
| NF      | 18 | Thierry Boutsen    | Arrows-BMW             | 44     | Ongeluk             | 13          |        |
| NF      | 23 | Andrea de Cesaris  | Minardi-Motori Moderni | 43     | Versnellingsbak     | 23          |        |
| NF      | 6  | Nelson Piquet      | Williams-Honda         | 41     | Ongeluk             | 3           |        |
| NF      | 28 | Stefan Johansson   | Ferrari                | 40     | Elektrisch probleem | 5           |        |
| NF      | 19 | Teo Fabi           | Benetton-BMW           | 38     | Versnellingsbak     | 17          |        |
| NF      | 16 | Eddie Cheever      | Lola-Ford              | 37     | Stuurfout           | 10          |        |
| NF      | 15 | Alan Jones         | Lola-Ford              | 33     | Stuurfout           | 21          |        |
| NF      | 22 | Allen Berg         | Osella-Alfa Romeo      | 28     | Elektrisch probleem | 25          |        |
| NF      | 3  | Martin Brundle     | Tyrrell-Renault        | 15     | Elektrisch probleem | 16          |        |
| NF      | 21 | Piercarlo Ghinzani | Osella-Alfa Romeo      | 14     | Turbo               | 22          |        |
| NF      | 2  | Keke Rosberg       | McLaren-TAG            | 12     | Transmissie         | 9           |        |
| NF      | 20 | Gerhard Berger     | Benetton-BMW           | 8      | Motor               | 12          |        |
| NF      | 24 | Alessandro Nannini | Minardi-Motori Moderni | 3      | Turbo               | 24          |        |
| NF      | 29 | Huub Rothengatter  | Zakspeed               | 0      | Elektrisch probleem | 26          |        |

## Statistieken
| Pole-position | Ayrton Senna  | Lotus-Renault  | 1:38.301 |
| Snelste ronde | Nelson Piquet | Williams-Honda | 1:41.233 |

## Noot
- Dit was het debuut van de Canadese coureur Allen Berg.

Grand Prix Formule 1 van de Verenigde Staten: 1908 · 1910 · 1911 · 1912 · 1914 · 1915 · 1916 · 1959 · 1960 · 1961 · 1962 · 1963 · 1964 · 1965 · 1966 · 1967 · 1968 · 1969 · 1970 · 1971 · 1972 · 1973 · 1974 · 1975 · 1976 · 1977 · 1978 · 1979 · 1980 · 1989 · 1990 · 1991 · 2000 · 2001 · 2002 · 2003 · 2004 · 2005 · 2006 · 2007 · 2012 · 2013 · 2014 · 2015 · 2016 · 2017 · 2018 · 2019 · 2021 · 2022 · 2023 · 2024 · 2025 · 2026

Indianapolis 500: 1950 · 1951 · 1952 · 1953 · 1954 · 1955 · 1956 · 1957 · 1958 · 1959 · 1960

Grand Prix Formule 1 van de Verenigde Staten West: 1976 · 1977 · 1978 · 1979 · 1980 · 1981 · 1982 · 1983

Grand Prix Formule 1 van Las Vegas: 1981 · 1982 · 2023 · 2024 · 2025

Grand Prix Formule 1 van de Verenigde Staten Oost: 1982 · 1983 · 1984 · 1985 · 1986 · 1987 · 1988

Grand Prix Formule 1 van Dallas: 1984

Grand Prix Formule 1 van Miami: 2022 · 2023 · 2024 · 2025 · 2026 · 2027 · 2028 · 2029 · 2030 · 2031 · 2032 · 2033 · 2034 · 2035 · 2036 · 2037 · 2038 · 2039 · 2040 · 2041